# لورانس هولاند
لورانس هولاند (17 يناير 1887 - 3 يوليو 1956)  (بالإنجليزية: Lawrence Holland)‏ هو لاعب كريكت بريطاني (وحمل سابقاً جنسية المملكة المتحدة لبريطانيا العظمى وأيرلندا).

## وصلات خارجية
- لورانس هولاند على موقع ويزدن الهند (الإنجليزية)